# Christian Friedrich Rolle
Christian Friedrich Rolle (Halle, 14 aprile 1681 – Magdeburgo, 25 agosto 1751) è stato un organista e compositore tedesco.

## Biografia
Christian Friedrich Rolle nacque nel 1681 da una famiglia di musicisti della Germania centrale. Nulla si sa della sua giovinezza.
Nel 1709 divenne Cantor della chiesa di San Benedetto a Quedlinburg, e, nel 1711, sposò Anna Sophia Kramer di Halberstadt. Nel 1716, insieme a Johann Sebastian Bach e Johann Kuhnau, partecipò all'ispezione dell'organo della chiesa di Santa Maria ad Halle. Il 19 novembre 1721 venne nominato successore di Benedetto Cristiani come organista della chiesa di San Giovanni a Magdeburgo, insediandosi il 13 febbraio 1722. Nello stesso anno si candidò per il posto di Cantor a Lipsia, ma l'incarico venne assegnato a Johann Sebastian Bach.
Rolle ebbe quattro figli, dei quali il terzo, Johann Heinrich, divenne musicista e compositore.

## Opere
Di seguito, le principali composizioni di Christian Friedrich Rolle:
- Passione secondo Matteo (1728).
- Passione secondo Marco (1737).
- Passione secondo Giovanni (1738).
- Passione secondo Luca (1744).
- Passione secondo Matteo (1747).
- Sonata per violino in sol maggiore.